# Heidi Parviainen

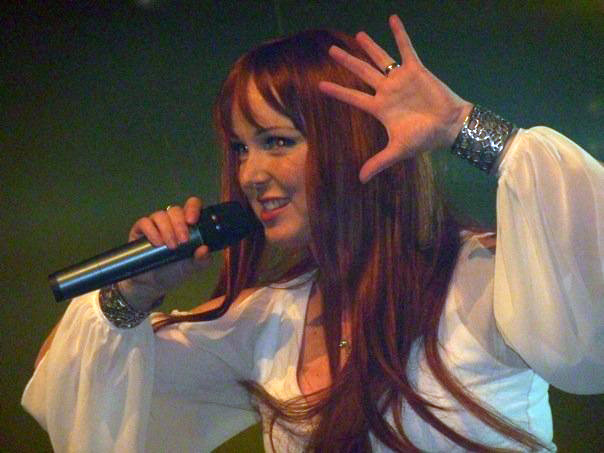
Heidi Parviainen 2009 bei einem Live-Auftritt mit Amberian Dawn

Heidi Parviainen (* 8. März 1979 in Espoo) ist eine finnische Sängerin und Songwriterin. Bekanntheit erlangte sie insbesondere als Sängerin der finnischen Symphonic-Metal-Band Amberian Dawn, der sie von 2006 bis 2012 angehörte. Ihre Stimmlage ist Sopran.

## Biografie

### Kindheit und Jugend
Nachdem sie schon sehr früh Unterricht an einer Musikschule erhalten hatte und auch in der Grundschule musikalisch gefördert wurde, begann Heidi Parviainen im Alter von 11 Jahren Klavierunterricht zu nehmen. Mit 14 Jahren nahm sie klassischen Gesangsunterricht; zudem sang sie in Chören und Ensembles.

### Musikalischer Werdegang
Mit Metal-Musik kam sie erstmals 1997 in Berührung, als sie von einigen Mitschülern, die eine Death-Metal-Band namens Agonia gegründet hatten, gefragt wurde, ob sie sich als Sängerin an der Produktion einer EP beteiligen möchte. Einige Zeit später schloss sie sich dieser Band als Keyboarderin und Backgroundsängerin an. Kurz darauf benannte sich die Band in Iconofear um. Nachdem sich Heidi Parviainen dafür entschieden hatte, nunmehr als Lead-Sängerin tätig zu sein, verblieb sie bis 2006 bei Iconofear.
Im Sommer 2006 schloss sie sich der finnischen Symphonic-Metal-Band Amberian Dawn an, die auf der Suche nach einer Sängerin war. Am 30. Januar 2008 wurde das Debütalbum River of Tuoni veröffentlicht. Es folgten drei weitere Alben sowie drei Europa-Tourneen und Auftritte bei verschiedenen Festivals.
Am 9. November 2012 wurde bekanntgegeben, dass Heidi Parviainen die Band einvernehmlich verlässt.
Am 8. Dezember 2012 gab Parviainen bekannt, ein neues musikalisches Projekt unter dem Titel Dark Sarah zu starten. Im März 2013 erschien zunächst der Song Save Me. Im Januar 2014 folgte Memories Fall, ein Duett mit Manuela Kraller (Ex-Xandria). Am 6. Oktober 2014 wurde das Musikvideo zu dem Song Hunting the Dreamer veröffentlicht.
Das als Konzeptalbum geplante Debütalbum Behind The Black Veil erschien zunächst in drei Teilen, bevor es am 8. Mai 2015 als komplettes Album veröffentlicht wurde. Thematisch handelt es von einer jungen Frau namens Sarah, die vor dem Traualtar von ihrem Mann verlassen wird und daraufhin ihre dunkle Seite („Dark Sarah“) entdeckt. Als weitere Gastmusiker traten Inga Scharf (Van Canto) und Tony Kakko (Sonata Arctica) in Erscheinung.
Am 18. November 2016 wurde das zweite Studioalbum The Puzzle veröffentlicht. Erneut gab es Gastbeiträge von Manuela Kraller (Rain), Charlotte Wessels (Aquarium) und Juha-Pekka Leppäluoto (Dance with the Dragon). Das Album erhielt überwiegend positive Kritiken.

### Gastauftritte
Als Gastsängerin trat Heidi Parviainen bei den finnischen Metal-Bands Eternal Tears of Sorrow (2009) und Ensiferum (2012) in Erscheinung.

## Diskografie

### Mit Agonia/Iconofear
- 1997: Demo I
- 2003: Dark (EP)
- 2005: The 13th Circle
- 2006: The Unbreathing

### Mit Amberian Dawn

#### Alben
- 2006: Amberian Dawn (Demo)
- 2008: River of Tuoni
- 2009: The Clouds of Northland Thunder
- 2010: End of Eden
- 2012: Circus Black

#### Singles
- 2009: He Sleeps in a Grove
- 2010: Arctica
- 2012: Cold Kiss

### Mit Dark Sarah

#### Alben
- 2015: Behind The Black Veil
- 2016: The Puzzle
- 2018: The Golden Moth
- 2020: Grim

#### Singles/Musikvideos
- 2013: Save Me
- 2014: Memories Fall (mit Manuela Kraller)
- 2014: Hunting the Dreamer
- 2015: Light in You (mit Tony Kakko)
- 2016: Little Men
- 2016: Aquarium (mit Charlotte Wessels)
- 2016: Dance with the Dragon (mit Juha-Pekka Leppäluoto)
- 2017: Trespasser
- 2018: Gods Speak (mit Marco Hietala und Zuberoa Aznárez)
- 2018: Sky Sailing
- 2018: Golden Moth
- 2020: Melancholia

### Als Gastsängerin
- 2009: Tears of Autumn Rain (mit Eternal Tears of Sorrow)
- 2012: Unsung Heroes (mit Ensiferum)